# Бурла, Иехуда
Иехуда Бурла (ивр. יהודה בורלא‎; 18 сентября 1886, Иерусалим, Палестина, Османская империя — 7 ноября 1969, Тель-Авив или Яффа) — израильский писатель.

## Биография
Иехуда Бурла родился в 1886 году в Иерусалиме, тогда принадлежавшем Османской империи, в семье сефардов с раббанистическими корнями, выходцев из Измира.
Получил религиозное образование, учился в иешиве и бейт-мидраше, затем окончил школу для учителей «Эзра» в Иерусалиме. Работал в школах, связанных с Всемирной сионистской организацией.
Во время первой мировой войны служил в турецкой армии, затем пять лет прожил в Багдаде, где преподавал в еврейской школе. Преподавал в разных школах страны до 1944 года, после чего занялся общественной работой, был главой Арабского отделения Гистадрута.
После Шестидневной войны организовал Движение за неделимый Израиль.
Жена — Мирьям Бат-Моше Гольдберг, воспитал четверых детей. Его сын Одед Бурла — израильский писатель, поэт и актёр, Яир Бурла — писатель и переводчик, дочь Офра Адар Бурла, также писатель и переводчик, Цурия Бен-Нун — мать израильского рок-музыканта Йоваля Горовича.
Умер в 1969 году, похоронен на кладбище Кирьят-Шауль в Тель-Авиве. Его именем названы улицы в Тель-Авиве, Иерусалиме и других городах Израиля.

## Награды
- Два раза получал премию Бялика по литературе, в 1939 и 1954 годах.[7]
- В 1961 году получил Государственную премию Израиля по литературе.[8]

## Произведения
- Луна, 1926
- Чудесная Родина (Кисмей Моледет), 1926
- Без звезды (Бли кохав), 1927, рассказ о жизни бедуинов.
- Его ненавистная жена (Ишто ха-снуа), 1928 — о трагической семейной жизни
- Метание души (Нафтулей Адам), 1929, рассказ о любви еврея и арабки.
- Рассказы (Сипурим), 1929
- Бат Цион, 1930
- Певица (Мераненет), 1930
- Наама, 1934
- В святости или любви (Би-кдуша о ахава), 1935
- Похождения Акавии (Алилот Акавия), 1939 (переведено на русский в 1980)
- Городские хитрости (Лаатей Кирья), 1939
- Адам, 1943
- На горизонте (Ба-офек), 1943
- На заре (Им шахар), 1946
- Женщины (Нашим), 1949
- Том и Мари
- В кругах любви (Бэмаагалей Ахава), 1953
- Первая ласточка(Снунит Ришона), 1954
- Тоска (Кисуфим), 1955
- Путешествия Иехуды Алеви (Эйле мас‘эй Иехуда ха-Леви), 1959
- Рав Иехуда Алеви, 1960
- Блёстки (Решафим), 1961
- Сановник (Бааль Бэамав), 1962
- Собрание работ (Коль китвей), 1962
- Два особенных рассказа о любви (Шней сипурей ахава меюхедет), 1964
- Демонстрация (Ле-коль xа-цаада), 1965
- На приливе и отливе (Бэгеут вэ бэшефель), 1971
- Сборник рассказов (Ялькут Сипурим), 1975
- Царство Давида (Малхут Давид), 1978